# Feels Like I'm Falling in Love
"Feels Like I'm Falling in Love" (gestileerd in kleine letters, zonder spaties ertussen) is een nummer van de Britse rockband Coldplay, afkomstig van hun tiende studioalbum, Moon Music. Het nummer werd uitgebracht als de eerste single van het album op 21 juni 2024 via Parlophone in het Verenigd Koninkrijk en Atlantic Records in de Verenigde Staten.

## Achtergrond en compositie
Op 13 juni 2024 maakte Coldplay via hun sociale media bekend dat het nummer op 21 juni zou worden uitgebracht. Het nummer werd geschreven door de bandleden en geproduceerd door Max Martin, Oscar Holter, Bill Rahko, Daniel Green en Michael Ilbert. 
De bijhorende videoclip werd genomineerd voor Beste Rock Video voor de MTV Video Music Awards.

## Live optredens
Op 16 juni 2024, tijdens de Music of the Spheres World Tour in Boedapest, trad de band voor het eerst op met het nummer "feelslikeimfallinginlove". De band speelde het nummer ook op het Glastonbury Festival in Pilton, Somerset op 29 juni 2024. 
| Vlaamse Ultratop 50: 29-06-2024-heden | Vlaamse Ultratop 50: 29-06-2024-heden | Vlaamse Ultratop 50: 29-06-2024-heden | Vlaamse Ultratop 50: 29-06-2024-heden | Vlaamse Ultratop 50: 29-06-2024-heden | Vlaamse Ultratop 50: 29-06-2024-heden | Vlaamse Ultratop 50: 29-06-2024-heden | Vlaamse Ultratop 50: 29-06-2024-heden | Vlaamse Ultratop 50: 29-06-2024-heden | Vlaamse Ultratop 50: 29-06-2024-heden | Vlaamse Ultratop 50: 29-06-2024-heden | Vlaamse Ultratop 50: 29-06-2024-heden | Vlaamse Ultratop 50: 29-06-2024-heden | Vlaamse Ultratop 50: 29-06-2024-heden | Vlaamse Ultratop 50: 29-06-2024-heden | Vlaamse Ultratop 50: 29-06-2024-heden |
| Week                                  | 1                                     | 2                                     | 3                                     | 4                                     | 5                                     | 6                                     | 7                                     | 8                                     | 9                                     | 10                                    | 11                                    | 12                                    | 13                                    | 14                                    | 15                                    |
| ------------------------------------- | ------------------------------------- | ------------------------------------- | ------------------------------------- | ------------------------------------- | ------------------------------------- | ------------------------------------- | ------------------------------------- | ------------------------------------- | ------------------------------------- | ------------------------------------- | ------------------------------------- | ------------------------------------- | ------------------------------------- | ------------------------------------- | ------------------------------------- |
| Nummer                                | 13                                    | 6                                     | 9                                     | 8                                     | 6                                     | 9                                     | 7                                     | 7                                     | 7                                     | 10                                    | 12                                    | 18                                    | 17                                    | 23                                    | 29                                    |
| Week                                  | 16                                    | 17                                    | 18                                    | 19                                    | 20                                    |                                       | 21                                    |                                       |                                       |                                       |                                       |                                       |                                       |                                       |                                       |
| Nummer                                | 32                                    | 40                                    | 36                                    | 41                                    | 43                                    | uit                                   | 49                                    |                                       |                                       |                                       |                                       |                                       |                                       |                                       |                                       |

| Waalse Ultratop 50: 29-06-2024 tot 26-10-2024 | Waalse Ultratop 50: 29-06-2024 tot 26-10-2024 | Waalse Ultratop 50: 29-06-2024 tot 26-10-2024 | Waalse Ultratop 50: 29-06-2024 tot 26-10-2024 | Waalse Ultratop 50: 29-06-2024 tot 26-10-2024 | Waalse Ultratop 50: 29-06-2024 tot 26-10-2024 | Waalse Ultratop 50: 29-06-2024 tot 26-10-2024 | Waalse Ultratop 50: 29-06-2024 tot 26-10-2024 | Waalse Ultratop 50: 29-06-2024 tot 26-10-2024 | Waalse Ultratop 50: 29-06-2024 tot 26-10-2024 | Waalse Ultratop 50: 29-06-2024 tot 26-10-2024 | Waalse Ultratop 50: 29-06-2024 tot 26-10-2024 | Waalse Ultratop 50: 29-06-2024 tot 26-10-2024 | Waalse Ultratop 50: 29-06-2024 tot 26-10-2024 | Waalse Ultratop 50: 29-06-2024 tot 26-10-2024 | Waalse Ultratop 50: 29-06-2024 tot 26-10-2024 |
| Week                                          | 1                                             | 2                                             | 3                                             | 4                                             | 5                                             | 6                                             | 7                                             | 8                                             | 9                                             | 10                                            | 11                                            | 12                                            | 13                                            | 14                                            | 15                                            |
| --------------------------------------------- | --------------------------------------------- | --------------------------------------------- | --------------------------------------------- | --------------------------------------------- | --------------------------------------------- | --------------------------------------------- | --------------------------------------------- | --------------------------------------------- | --------------------------------------------- | --------------------------------------------- | --------------------------------------------- | --------------------------------------------- | --------------------------------------------- | --------------------------------------------- | --------------------------------------------- |
| Nummer                                        | 41                                            | 20                                            | 15                                            | 15                                            | 13                                            | 17                                            | 8                                             | 8                                             | 6                                             | 8                                             | 14                                            | 22                                            | 11                                            | 24                                            | 22                                            |
| Week                                          | 16                                            | 17                                            | 18                                            |                                               |                                               |                                               |                                               |                                               |                                               |                                               |                                               |                                               |                                               |                                               |                                               |
| Nummer                                        | 16                                            | 26                                            | 33                                            | uit                                           |                                               |                                               |                                               |                                               |                                               |                                               |                                               |                                               |                                               |                                               |                                               |

| Single Top 100: 29-06-2024 tot 16-11-2024 | Single Top 100: 29-06-2024 tot 16-11-2024 | Single Top 100: 29-06-2024 tot 16-11-2024 | Single Top 100: 29-06-2024 tot 16-11-2024 | Single Top 100: 29-06-2024 tot 16-11-2024 | Single Top 100: 29-06-2024 tot 16-11-2024 | Single Top 100: 29-06-2024 tot 16-11-2024 | Single Top 100: 29-06-2024 tot 16-11-2024 | Single Top 100: 29-06-2024 tot 16-11-2024 | Single Top 100: 29-06-2024 tot 16-11-2024 | Single Top 100: 29-06-2024 tot 16-11-2024 | Single Top 100: 29-06-2024 tot 16-11-2024 | Single Top 100: 29-06-2024 tot 16-11-2024 | Single Top 100: 29-06-2024 tot 16-11-2024 | Single Top 100: 29-06-2024 tot 16-11-2024 | Single Top 100: 29-06-2024 tot 16-11-2024 |
| Week                                      | 1                                         | 2                                         | 3                                         | 4                                         | 5                                         | 6                                         | 7                                         | 8                                         | 9                                         | 10                                        | 11                                        | 12                                        | 13                                        | 14                                        | 15                                        |
| ----------------------------------------- | ----------------------------------------- | ----------------------------------------- | ----------------------------------------- | ----------------------------------------- | ----------------------------------------- | ----------------------------------------- | ----------------------------------------- | ----------------------------------------- | ----------------------------------------- | ----------------------------------------- | ----------------------------------------- | ----------------------------------------- | ----------------------------------------- | ----------------------------------------- | ----------------------------------------- |
| Nummer                                    | 66                                        | 59                                        | 66                                        | 58                                        | 49                                        | 44                                        | 35                                        | 42                                        | 39                                        | 36                                        | 41                                        | 43                                        | 50                                        | 57                                        | 60                                        |
| Week                                      | 16                                        | 17                                        | 18                                        | 19                                        | 20                                        | 21                                        |                                           |                                           |                                           |                                           |                                           |                                           |                                           |                                           |                                           |
| Nummer                                    | 33                                        | 43                                        | 59                                        | 69                                        | 77                                        | 86                                        | uit                                       |                                           |                                           |                                           |                                           |                                           |                                           |                                           |                                           |